# Platytachina difficilis
Platytachina difficilis là một loài ruồi trong họ Tachinidae.